# 湯普森 (加利福尼亞州)
湯普森（英語：Thompson）是位於美國加利福尼亞州納帕縣的一個非建制地區。該地的面積和人口皆未知。

## 地理
湯普森的座標為38°14′21″N 122°16′54″W / 38.23917°N 122.28167°W，而該地的平均海拔高度為3米（即10英尺）。